# Claire Danes
Claire Catherine Danes (New York, 12 april 1979) is een Amerikaanse actrice. Ze won Golden Globes in 1994 (voor haar hoofdrol als  Angela Chase in de dramaserie My So-Called Life). Ze won de prijs in 2011 (voor haar hoofdrol als Temple Grandin in de gelijknamige televisiefilm), 2012 en 2013 (beide voor haar hoofdrol als CIA-agente Carrie Mathison in de dramaserie Homeland). Voor Temple Grandin werd haar in 2010 ook een Primetime Emmy Award toegekend, die ze in zowel 2012 als 2013 weer won voor Homeland. Hiernaast won Danes meer dan vijftien andere filmprijzen. In 2015 kreeg ze een ster op de Hollywood Walk of Fame.
Danes trouwde begin september 2009 in Frankrijk met acteur Hugh Dancy, die ze leerde kennen op de set van de film Evening (2007). Ze beviel in 2012 van hun zoon.

## Filmografie
- Bibsys: 97042685
- Biblioteca Nacional de España: XX1306536
- Bibliothèque nationale de France: cb140266901 (data)
- Catàleg d'autoritats de noms i títols de Catalunya: 981058517296806706
- CiNii: DA19474317
- Gemeinsame Normdatei: 139942963
- International Standard Name Identifier: 0000 0001 1031 9646
- Library of Congress Control Number: no97040852
- MusicBrainz: 60e70f30-588d-41c4-a481-3e66d15a4376
- Nationale Bibliotheek van Tsjechië: xx0079852
- Nationale bibliotheek van Australië: 35622137
- Nationale Bibliotheek van Israël: 987007437501905171
- Nationale Bibliotheek van Polen: a0000001606193
- Nederlandse Thesaurus van Auteursnamen: 18995812X
- Réseau des bibliothèques de Suisse occidentale: 02-A009090516
- Système universitaire de documentation: 09215039X
- Trove: 1018077
- Virtual International Authority File: 103267342
- WorldCat: E39PBJwRQBGTqCm8yvDRXwYpT3